# 早蕨 (駆逐艦)
| 館山沖を航試中の第8号駆逐艦（早蕨） |                                                       |
| 艦歴                                |                                                       |
| 計画                                | 1918年度（八六艦隊案）                                |
| 起工                                | 1922年11月20日                                        |
| 進水                                | 1923年9月1日                                          |
| 就役                                | 1924年7月24日（第八駆逐艦）                           |
| その後                              | 1932年12月5日沈没                                     |
| 除籍                                | 1933年4月1日                                          |
| 性能諸元                            |                                                       |
| 排水量                              | 基準：820トン                                         |
| 全長                                | 83.8m                                                 |
| 全幅                                | 8.08m                                                 |
| 吃水                                | 2.51m                                                 |
| 主缶                                | ロ号艦本式缶3基                                       |
| 機関                                | オールギアードタービン2基2軸 21,500shp                |
| 最大速力                            | 35.5ノット                                            |
| 航続距離                            |                                                       |
| 乗員                                |                                                       |
| 兵装                                | 12.0cm単装砲3基 6.5mm単装機銃2基 53cm連装発射管2基4門 |

早蕨（さわらび）は、日本海軍の駆逐艦。若竹型駆逐艦の4番艦である。

## 艦歴
- 1923年（大正12年）9月1日 - 進水（浦賀船渠建造）。進水時の名称は「第八駆逐艦」。
- 1924年（大正13年）4月1日 - 「第八号駆逐艦」に艦名変更。
  - 7月24日 - 竣工
- 1928年（昭和3年）8月1日 - 「早蕨」に艦名変更。
- 1932年（昭和7年） 12月5日 - 台湾海峡基隆北方120浬（推定）で沈没。竣工以来の上部重量増加による復元性悪化を原因とする転覆事故と推定された。

### 沈没事故
1932年12月3日、早苗、早蕨、呉竹、若竹の駆逐艦四隻で台湾の馬公へ向け呉港を出航。同年12月5日、富基角の北約100浬の海上で暴風雨に遭遇して煙突から浸水して機関が停止、航行不能に陥り転覆したものと推定されている。同行した駆逐艦のほか、馬公より巡洋艦北上、五十鈴も出動して救助にあたったが、当日中に救助された者は乗組員120人のうち14人にとどまった。

## 歴代艦長
※『日本海軍史』第9巻・第10巻の「将官履歴」及び『官報』に基づく。階級は就任時のもの。

### 艤装員長
- 柳原信男 少佐：1923年8月13日[2] -

### 駆逐艦長
- 柳原信男 少佐：1924年7月24日 - 1925年12月1日[3]
- 須賀彦次郎 少佐：1925年12月1日 - 1927年1月20日[4]
- （兼）藤田類太郎 少佐：1927年1月20日 - 6月20日[5]
- （兼）勝野実 少佐：1927年6月20日 - 8月10日
- 手束五郎 少佐：1927年8月10日 - 1929年11月1日
- 秋山輝男 少佐：1929年11月1日 - 1930年11月20日
- （兼）橘正雄 少佐：1930年11月20日 - 1931年10月5日[6]
- 門田健吾 大尉：1931年10月5日[6] - 1932年12月5日殉職